# Eugeniusz Ignacy Luśniak

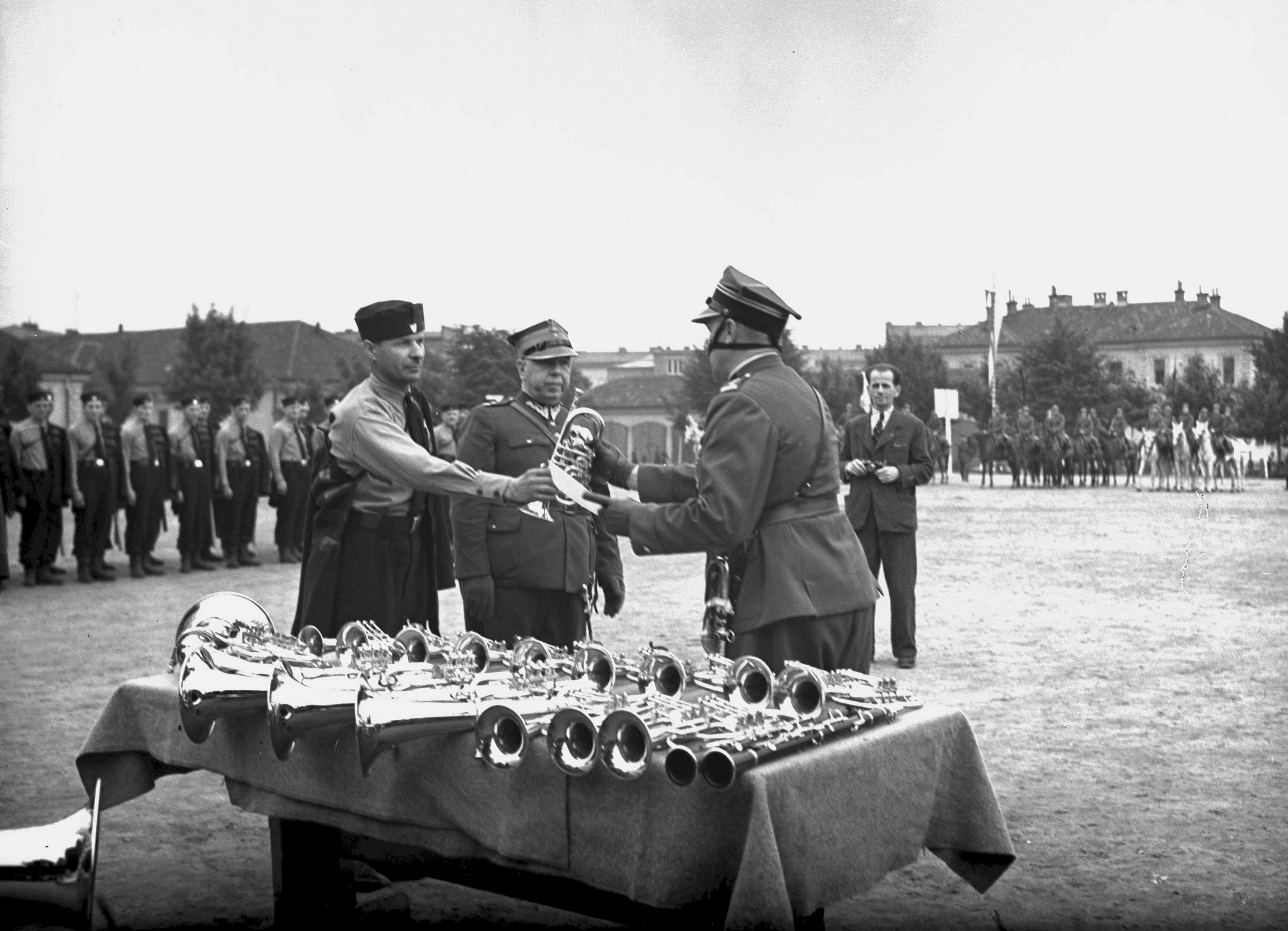
Przekazanie wojsku srebrnych trąbek ufundowanych przez hutę "Batory" - w centrum płk Eugeniusz Luśniak; sierpień 1939.

Eugeniusz Ignacy Luśniak (ur. 8 grudnia 1892 w Przeworsku, zm. 28 października 1954 we Wronkach) – oficer artylerii cesarskiej i królewskiej armii, generał brygady ludowego Wojska Polskiego.

## Życiorys
Eugeniusz Ignacy Luśniak urodził się 8 grudnia 1892 w Przeworsku, w rodzinie Ignacego i Franciszki.
W armii austriackiej od 1913, odkomenderowany do II Brygady Legionów Polskich, przeszedł jej szlak bojowy.
Od listopada 1918 w Wojsku Polskim na kolejnych stanowiskach dowódczych, od dowódcy baterii do dowódcy 5 pułku artylerii ciężkiej (pac) w 1937. Walczył w wojnie polsko-bolszewickiej. Ukończył wyższe studia wojskowe.
W 1924 dowodził I dywizjonem 13 Kresowego pułku artylerii polowej w Równem. Cztery lata później dowodził II dywizjonem 10 pułku artylerii ciężkiej w Przemyślu. W 1932 roku był zastępcą dowódcy 8 pułku artylerii ciężkiej w Toruniu. Do 1937 roku zastępca komendanta Szkoły Podchorążych Artylerii, a następnie dowodził 5 pułkiem artylerii ciężkiej i jednocześnie pełnił funkcję komendanta Legii Akademickiej w Krakowie.
Walczył w kampanii wrześniowej jako dowódca artylerii dywizyjnej 55 Dywizji Piechoty Rezerwowej m.in. pod Baranowem i Ulanowem. Po kampanii wrześniowej przedostał się do Francji, gdzie został komendantem ośrodka w Châteaubriant, a później dowódcą 3 pułku artylerii ciężkiej.
Po ewakuacji do Wielkiej Brytanii zajmował kolejno następujące stanowiska służbowe: dowódcy 1 dywizjonu artylerii lekkiej, dowódcy Dywizjonu Szkolnego Centrum Wyszkolenia Artylerii (centrum funkcjonowało w strukturze Brygady Szkolnej). 29 października 1943 roku Naczelny Wódz zatwierdził go na stanowisku dowódcy artylerii dywizyjnej 2 Dywizji Grenadierów Pancernych. Wiosną 1945 roku został dowódcą artylerii dywizyjnej 4 Dywizji Piechoty w Szkocji.
1 sierpnia 1946 powrócił do Polski i osiedlił w Krakowie. 26 października 1946 roku powołany został do służby w WP, w stopniu pułkownika, na podstawie rozkazu personalnego Naczelnego Dowódcy WP nr 1351 z 28 listopada 1946. Najpierw został dowódcą artylerii 1 Warszawskiej Dywizji Kawalerii, a 31 marca 1947 – inspektorem artylerii Okręgu Wojskowego nr III w Poznaniu. 20 kwietnia 1948 wyznaczony na stanowisko szefa Departamentu Uzbrojenia MON. W listopadzie 1949 roku powierzono mu funkcję dyrektora Centralnego Wojskowego Klubu Sportowego „Legia” Warszawa. Na podstawie rozkazu personalnego MON nr 476 z 2 lipca 1950 przeniesiony został w stan spoczynku.
6 października 1952 został aresztowany pod zarzutem [...] usiłowania usunięcia przemocą organów władzy zwierzchniej narodu polskiego, obalenia ustroju państwa polskiego i organizowania działalności dywersyjno-szpiegowskiej oraz działania na szkodę państwa polskiego. Próbowano powiązać go ze sprawą gen. Stanisława Tatara, płk. Stanisława Nowickiego i płk. Mariana Utnika, tzw. TUN. W śledztwie trwającym do 8 grudnia 1953 roku zmuszany przyznał się do zarzucanych mu przestępstw. Sądzony od 20 stycznia 1954, odwołał wszystkie wymuszone zeznania, ale 21 stycznia 1954 wyrokiem Najwyższego Sądu Wojskowego skazany z art.86 § 1,2 KKWP na karę śmierci zamienioną na 15 lat pozbawienia wolności i utratę praw publicznych i obywatelskich praw honorowych na okres 5 lat. Równocześnie rozkazem personalnym MON nr 249 z 5 marca 1954 został skreślony z ewidencji generałów WP z dniem 25 stycznia 1954.
Karę odbywał początkowo w więzieniu na Mokotowie w Warszawie, a od 25 lutego 1954 – w Zakładzie Karnym we Wronkach. Był już wtedy nieuleczalnie chory. W maju 1954 umieszczono go w szpitalu więziennym po nawrocie choroby nowotworowej przewodu pokarmowego. Więzienna komisja wnioskowała 7 sierpnia 1954 o roczną przerwę w odbywaniu kary ze względu na konieczność leczenia, ale w Departamencie Więziennictwa MBP zbyt długo wniosek rozpatrywano.
Zmarł 28 października 1954 we Wronkach w szpitalu więziennym i tam został pochowany na cmentarzu parafialnym pw. św. Katarzyny (sektor 0-I-9). Przyczyną śmierci była niedokrwistość, choroba nowotworowa wątroby i jelita grubego. Rodzinie odmówiono wydania zwłok.
Postanowieniem Najwyższego Sądu Wojskowego w Warszawie z 7 maja 1956 wyrok uchylono, a Naczelna Prokuratura Wojskowa 11 maja tegoż roku umorzyła śledztwo przeciwko niemu z braku dowodów winy. W związku z uchyleniem wyroku skazującego rozkazem personalnym MON nr 02882 z 23 października 1957 roku przywrócono mu stopień generała brygady.
Był dwukrotnie żonaty. Drugą żoną była Blanca-Andrea Le Blanc. Miał córkę Renatę-Blancę (ur. 1929) i syna Oskara Eugeniusza (ur. 1932).

## Awanse
- kapitan – zweryfikowany ze starszeństwem z dniem 1 czerwca 1919
- major – 1 grudnia 1924 ze starszeństwem z dniem 15 sierpnia 1924 i 64. lokatą w korpusie oficerów zawodowych artylerii
- podpułkownik – ze starszeństwem z dniem 1 stycznia 1931
- pułkownik – ze starszeństwem z dniem 19 marca 1938
- generał brygady – 22 lipca 1948

## Ordery i odznaczenia
- Krzyż Oficerski Orderu Odrodzenia Polski
- Krzyż Kawalerski Orderu Odrodzenia Polski (11 listopada 1937)[8]
- Krzyż Walecznych (1921)
- Złoty Krzyż Zasługi (10 listopada 1928)[9]
- Medal Niepodległości (29 grudnia 1933)[10]
- Medal Pamiątkowy za Wojnę 1918–1921
- Medal Dziesięciolecia Odzyskanej Niepodległości